# Хойя
Хойя (лат. Hóya, народні назви: восковик, хоя) — рід вічнозелених тропічних рослин підродини ластівневих. Природний ареал: Південна і Південно-Східна Азія, західне узбережжя Австралії, Полінезія.

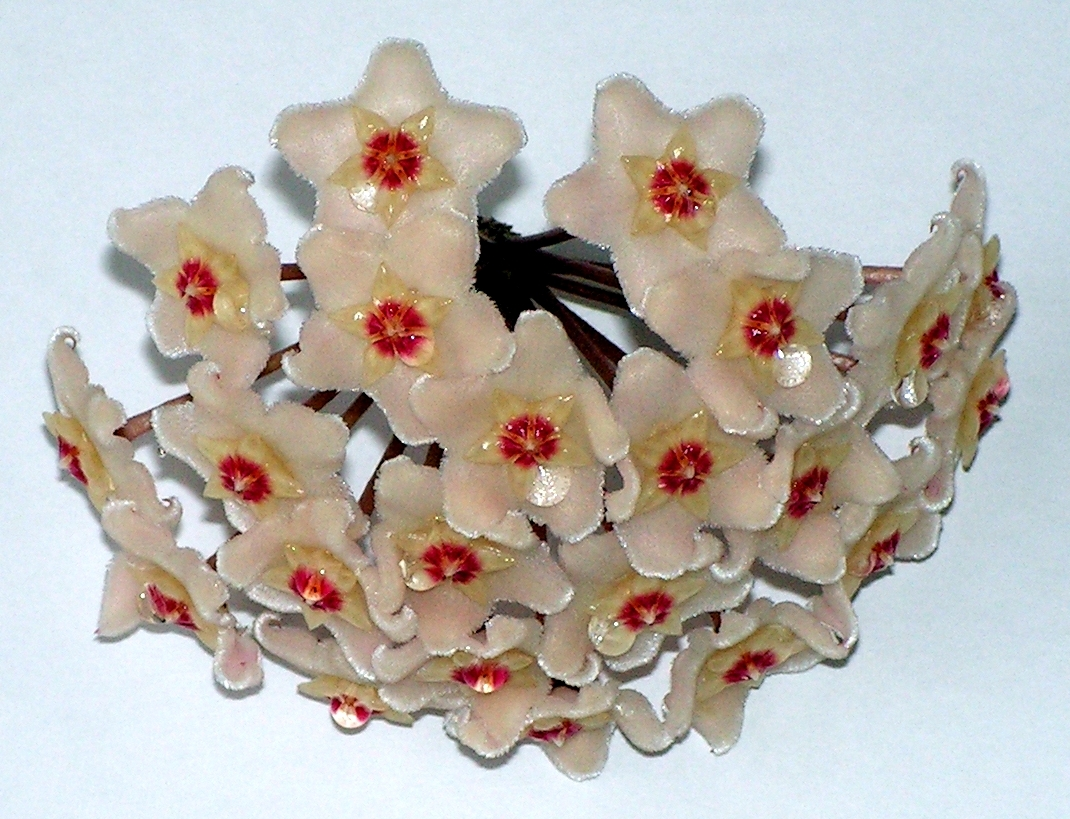
Суцвіття хойї

Більшість видів росте в рідколіссі у вигляді ліан або чагарників, використовуючи деревні рослини як опори.

## Систематика
Наукову родову назву рослина отримала на честь англійського садівника Томаса Хоя (англ. Thomas Hoy), який довгий час працював у герцога Нортумберлендского і, здебільшого, займався оранжерейними тропічними рослинами. Перше розділення роду на групи виконав німецький ботанік Карл Моріц Шуман у 1895 році, виділивши 4 групи: Cyrtoceras, Ancistrostemma, Pterostemma і Eu-Hoya.
Рід включає близько 250—300 видів, окремі з яких культивуються як кімнатні та оранжерейні рослини. 

## Культивування
Кілька видів хойї культивуються як оранжерейні і кімнатні рослини. Серед них найбільш поширена хойя м'ясиста (лат. Hoya carnosa), або восковий плющ — невимогливий сукулент, що вирощується як ампельна рослина, здатна цвісти майже безперервно з весни до осені. У культурі є декілька сортів цієї рослини з плямистим листям: з кремовою облямівкою, з жовтою серединою.
Популярний в кімнатному квітникарстві також мініатюрний ампельний вид хойя прекрасна (лат. Hoya bella), але вирощувати її складніше.
Як кімнатні рослини хойї рясно цвітуть тільки на сонячних вікнах, але влітку від прямих сонячних променів їх краще затінювати. Навесні і влітку рослини рясно поливають і обприскують, восени і взимку полив зменшують, обприскування припиняють.
Розмножують хойї навесні або восени живцями попереднього року.

## Галерея

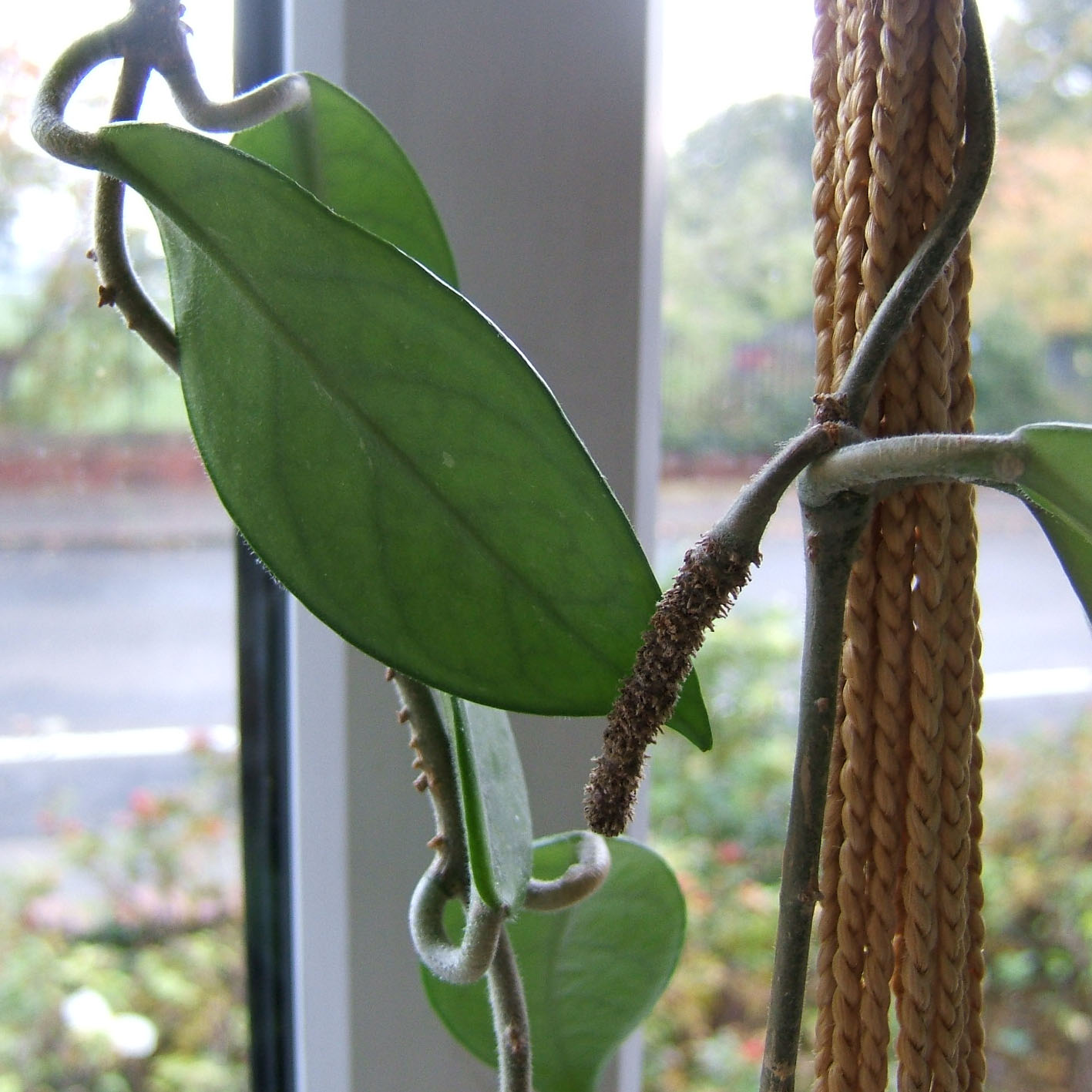
Hoya carnosa
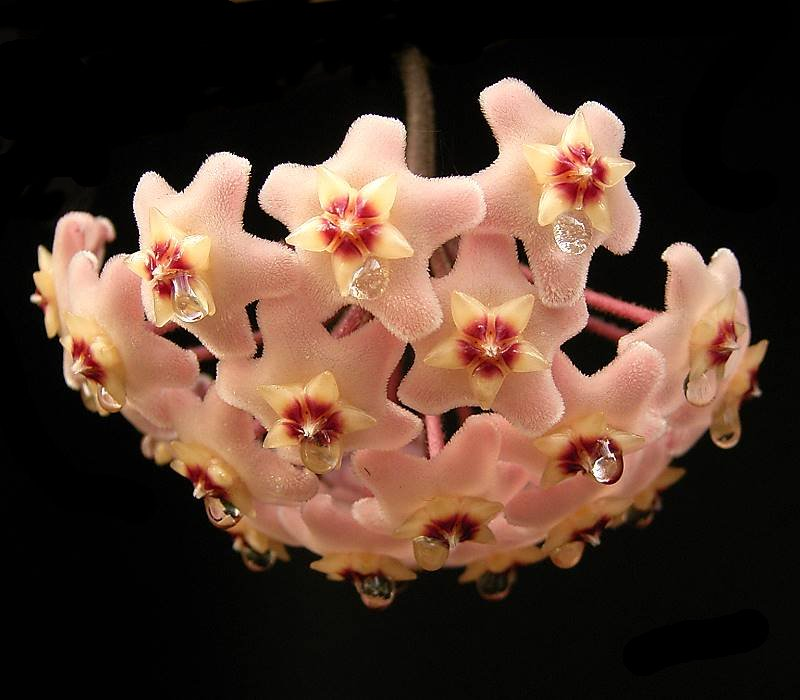
Hoya carnosa
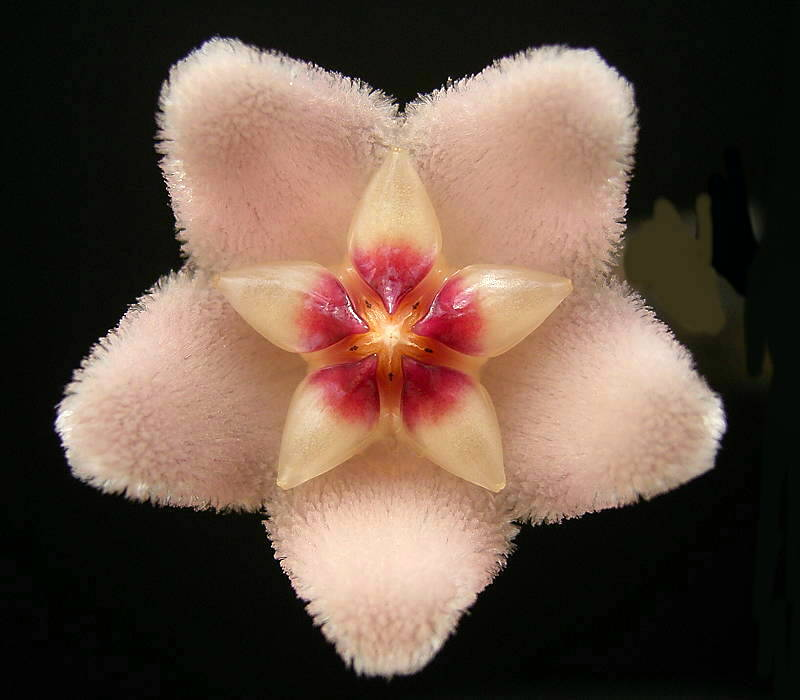
Hoya carnosa
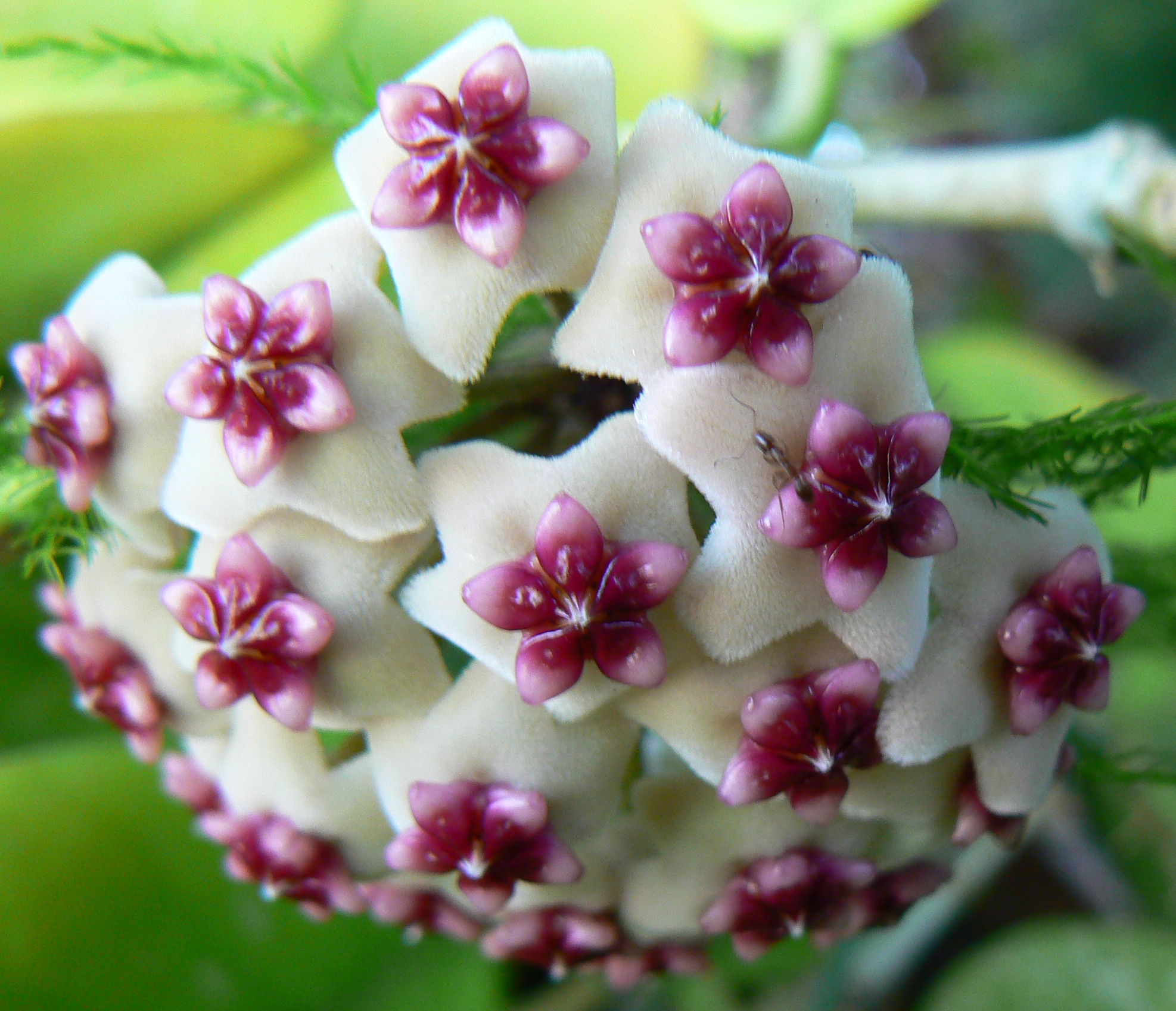
Hoya obovata